# Josep Verde Aldea
Josep Verde i Aldea (Granollers, Barcelona, 3 de noviembre de 1928- Barcelona,1 de febrero de 2017) fue un abogado y político socialista español activista en el cristianismo progresista y europeísta. En 1978 fue uno de los fundadores del PSC. Como parlamentario fue miembro de la Comissió dels Vint que redactó el anteproyecto del Estatuto de Autonomía de Cataluña de 1979.

## Biografía
Josep Verde i Aldea nació en Granollers, en el seno de una familia procedente de Soria. Su padre era capitán de carabineros. Durante la Guerra Civil su familia le envió a Francia para que no sufriera los bombardeos en Portbou, donde residía entonces su familia. Tras la guerra regresó a España. Su padre, que se había mantenido fiel al gobierno de la República, fue sometido a consejo de guerra y degradado.
Se licenció en Derecho en la Universidad de Barcelona y destacó por su actividad en el catolicismo progresista, siendo fundador en 1969 del Grupo Cristiano de Defensa y Promoción de los Derechos Humanos. También fue miembro activo de la asociación Justícia i Pau. Como abogado defendió a menudo a acusados ante el Tribunal de Orden Público. También fue profesor del Instituto Católico de Estudios Sociales de Barcelona (ICESB).

### Trayectoria política
En 1974 se integró en el Reagrupament Socialista i Democràtic de Catalunya, que se transformó después en PSC-Reagrupament, del cual fue secretario general a la muerte de Josep Pallach en 1977. 
En las elecciones generales de 1977 fue elegido diputado por el Pacte Democràtic per Catalunya en la circunscripción de Barcelona. Tras los malos resultados electorales del PSC-R (cuatro diputados y ningún senador), Verde fue uno de los impulsores de la incorporación de su partido al proceso de unidad socialista en Cataluña que culminó en la formación del Partido de los Socialistas de Cataluña (PSC) en julio de 1978. 
En 1978 fue miembro de la Comissió dels Vint que redactó el anteproyecto del Estatuto de Autonomía de Cataluña de 1979. 
Fue secretario de relaciones políticas de la Comisión Ejecutiva y del Consejo Nacional del PSC en cuyas listas fue de nuevo elegido diputado en el Congreso por Barcelona en las elecciones generales de 1979 y 1982. En la legislatura 1982-1986 ocupó una de las vicepresidencias del Congreso.
En 1984 presidió el Instituto de Derechos Humanos de Cataluña.
Su vocación europeísta le llevó a ser miembro del Consejo de Europa de 1979 a 1986 y asumió el cargo de vicepresidente de la Asamblea del Consejo de Europa de 1983 a 1986.
En 1986 fue designado diputado en el Parlamento Europeo y repitió candidatura dentro de las listas del PSOE en las elecciones al Parlamento Europeo de 1987, 1989 y 1994. Fue vicepresidente del Parlamento Europeo entre 1992 y 1999. 
Fue miembro destacado de la Delegación del Parlamento Europeo en los estados de la antigua URSS. Fue miembro también del Buró de la "Unión de Partidos Socialistas de la Unión Europea". De 2000 a 2006 fue presidente del Consejo Catalán del Movimiento Europeo.
Como diputado socialista en el Parlamento Europeo publicó en 1989 Los derechos humanos y las Comunidades Europeas. Su última publicación fue Tractats i Constitucions per a Europa de 1945-2004 (Barcelona, 2007) 
Murió el 2 de febrero de 2017 a los 88 años.

## Premios y reconocimientos
En el año 2011 fue galardonado con la Cruz de Sant Jordi de la Generalidad de Cataluña en reconocimiento a la labor de los primeros diputados catalanes en el Parlamento Europeo.